# Kathryn Hahn
Kathryn Marie Hahn (sinh ngày 23 tháng 7 năm 1973) là diễn viên, nghệ sĩ hài người Mỹ. Cô bắt đầu sự nghiệp với vai nhà cố vấn Lily Lebowski trong sê-ri phim truyền hình tội phạm "Crossing Jordan" (2001–2007, đài NBC). Cô sau đó được biết tới rộng rãi hơn qua các vai phụ trong nhiều phim điện ảnh hài, có thể kể đến như: How to Lose a Guy in 10 Days (2003), Anchorman: The Legend of Ron Burgundy (2004), Step Brothers (2008), The Goods: Live Hard, Sell Hard (2009), Our Idiot Brother (2011), We're the Millers và The Secret Life of Walter Mitty (đều năm 2013).
Hahn cũng từng tham gia các phim điện ảnh như Afternoon Delight (2013), Bad Moms và phần kế tiếp (2016, 2017), Tomorrowland (2015), The Visit (2015). Với Captain Fantastic (2016), cô nhận được đề cử giải SAG đầu tiên trong sự nghiệp. Cô cũng lồng tiếng cho vai Ericka Van Helsing trong sê-ri phim hoạt hình Hotel Transylvania và vai Doctor Octopus trong Spider-Man: Into the Spider-Verse (2018).

## Thời thơ ấu
Kathryn Marie Hahn sinh ra tại Westchester, Illinois, mẹ cô tên Karen (họ gốc Bunker), còn cha cô tên Bill Hahn. Gia đình cô có gốc Đức, Ireland và Anh.
Nữ diễn viên lớn lên tại Cleveland Heights, Ohio và được nuôi dạy trong môi trường đạo Thiên Chúa. Sau khi tốt nghiệp trung học, cô theo học Đại học Northwestern bằng Cử nhân Nghệ thuật và Đại học Yale bằng Thạc sĩ Nghệ thuật.

## Đời tư
Hahn đã kết hôn với nam diễn viên Ethan Sandler. Cặp đôi có hai con và hiện sống tại thành phố Los Angeles.